# Tennistoernooi van Peking

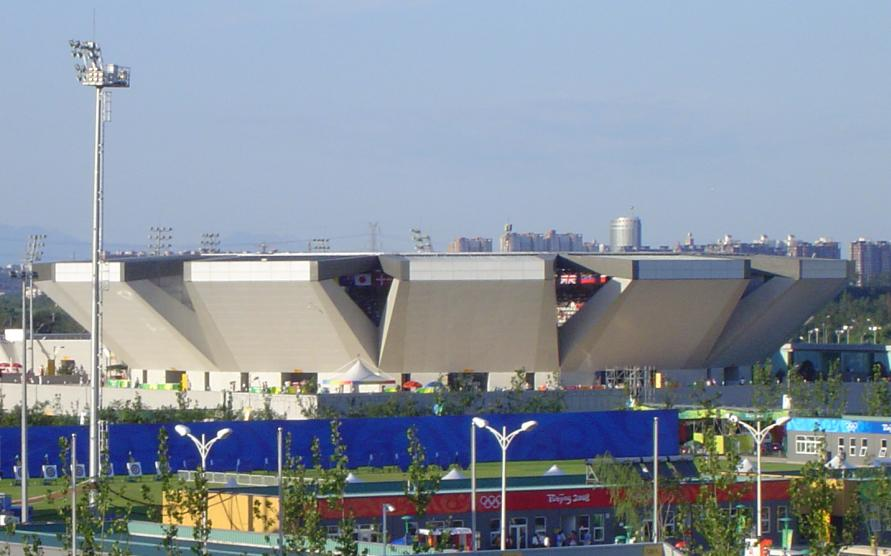
Het China National Tennis Center, in het olympisch park.

Het tennistoernooi van Peking is een jaarlijks terugkerend toernooi dat sinds 2009 wordt gespeeld op de hardcourt-banen van het China National Tennis Center, in het olympisch park van de Chinese hoofdstad Peking. Van 2004 tot en met 2008 was het Beijing Tennis Center (eveneens in Peking) het strijdtoneel. De officiële naam van het toernooi is China Open. In 2000 werd het China Open in Shanghai gehouden.
Het toernooi bestaat uit twee delen:
- WTA-toernooi van Peking, het toernooi voor de vrouwen
- ATP-toernooi van Peking, het toernooi voor de mannen

ATP-toernooi van Peking‎ – WTA-toernooi van Peking/Shanghai

2000 · 2001–2003 · 2004 · 2005 · 2006 · 2007 · 2008 · 2009 · 2010 · 2011 · 2012 · 2013 · 2014 · 2015 · 2016 · 2017 · 2018 · 2019 · 2020–2022 · 2023 · 2024